# 莫克霍恩岛野生动物管理区
莫克霍恩岛野生动物管理区（Mockhorn Island Wildlife Management Area）是美國弗吉尼亚州东海岸的北安普頓縣的一个占地29.77平方公里的野生动物管理区。莫克霍恩岛和障碍岛位於此地。該區域主要由大西洋沿岸的潮汐沼泽地所组成。此外该地区还包括大陆上31.44平方公里的沼泽和一些高地。在漲潮時，莫克霍恩岛的大部分都會被海水淹没。
莫克霍恩岛野生动物管理区是由弗吉尼亚州狩猎和内陆渔业局所管轄。虽然莫克霍恩岛本身只能乘船进入，但该地区对公众开放，人們可以在此捕獵水禽。人們還可以在此钓鱼、徒步旅行和露營。17岁以上的人进入该地区需要有有效的狩猎或捕鱼许可证。